# ایستگاه راه‌آهن شان-فادوتس
ایستگاه راه‌آهن شان-فادوتس (انگلیسی: Schaan-Vaduz railway station) یکی از ۴ ایستگاه راه‌آهن کشور لیختن‌اشتاین است که در شهرک شان و در ۳٫۵ کیلومتری شهر فادوتس قرار دارد.

## نگارخانه

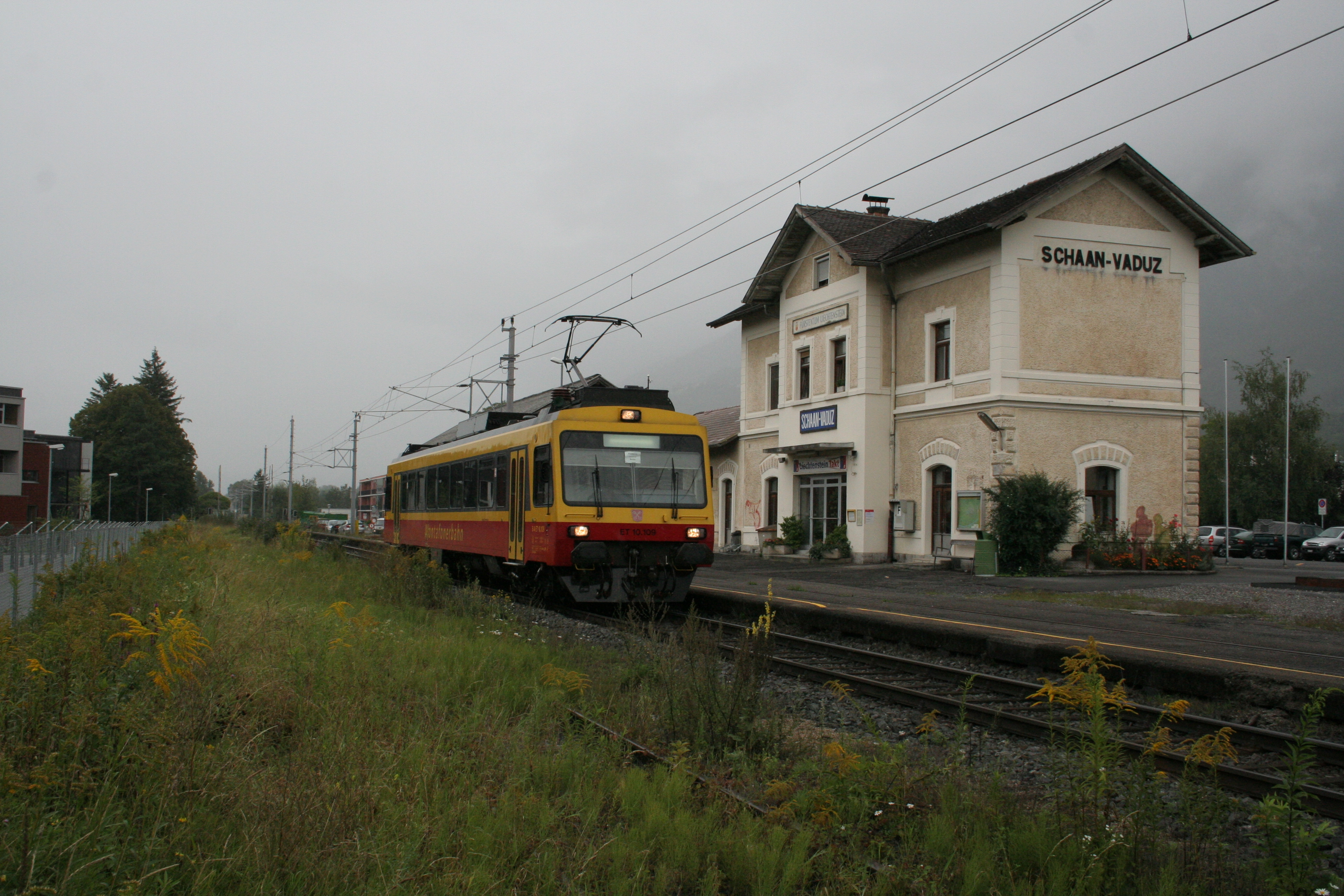
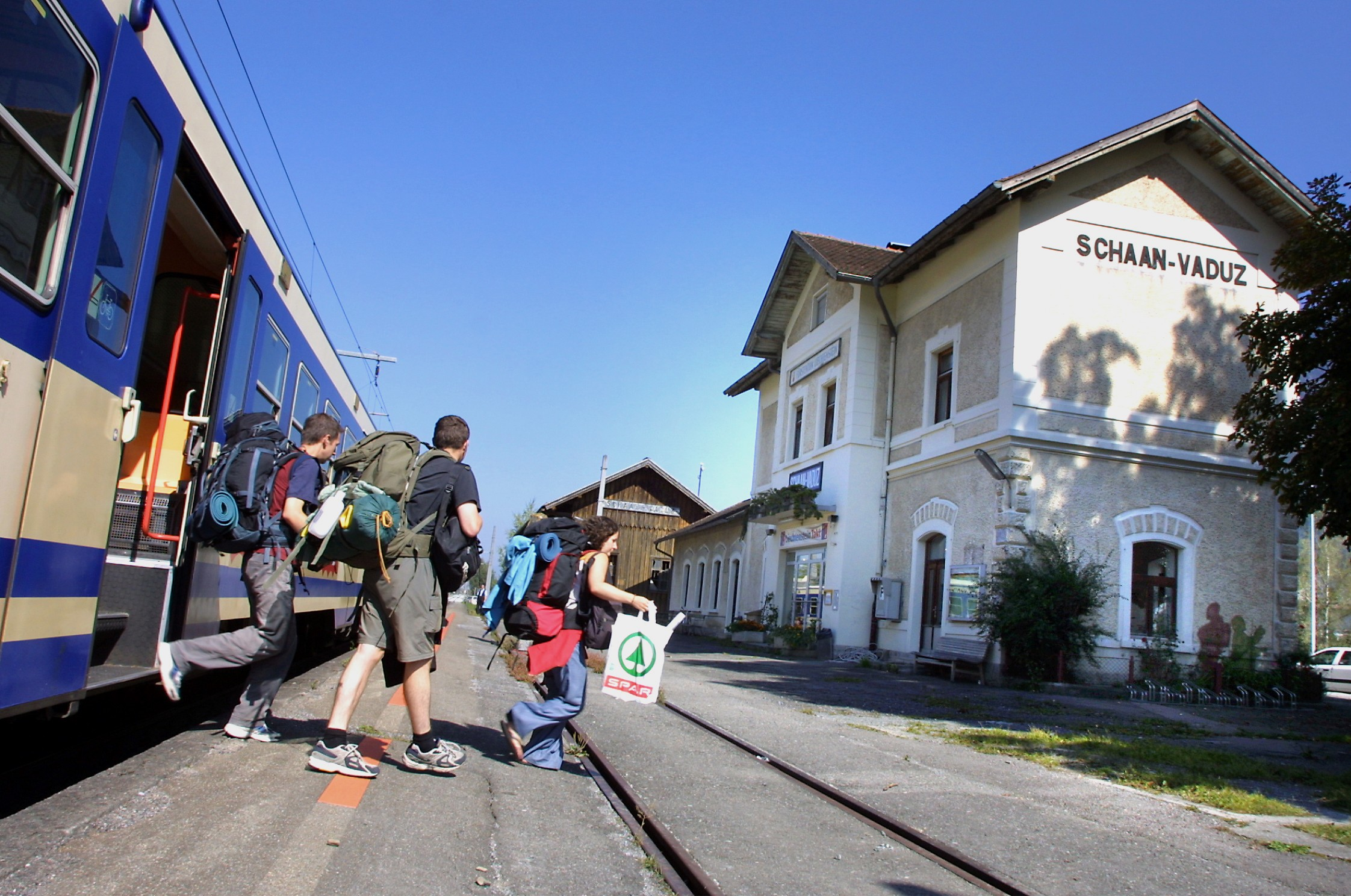